# Myriopholis braccianii
Myriopholis braccianii — вид змій родини струнких сліпунів (Leptotyphlopidae). Мешкає в Східній Африці.

## Поширення і екологія
Myriopholis braccianii мешкають в Еритреї, Ефіопії, Судані і Південному Судані, а також на півдні Сомалі та на півночі Кенії (на південь до річки Тана). Вони живуть в різноманітних природних середовищах, від прибережних пустель до акацієвих і комміфорових заростей, вологих саванах і сухих гірських луків. Зустрічаються на висоті від 500 до 1900 м над рівнем моря. Відкладають яйця.